# Marat Ganeïev
Marat Ganeïev (né le 6 décembre 1964 à Naberejnye Tchelny, Tatarstan) est un coureur cycliste soviétique et russe. Champion du monde en course aux points en 1987, il est médaillé de bronze de cette spécialité en 1988, aux Jeux olympiques de Séoul.

## Biographie
Originaire de la République du Tatarstan, Marat Ganeïev a été formé par le centre du CSKA de Kouïbychev. Pistard, sa carrière internationale a commencé alors très jeune : en 1981, âgé de 17 ans, il obtient 2 médailles aux championnats du monde juniors sur piste, puis en ajoute une autre l'année suivante. Il bifurque vers la route tout en n'abandonnant pas la piste puisqu'en 1985, après une première partie de saison routière, durant laquelle il remporte le Tour du Maroc, il obtient avec l'équipe soviétique de poursuite la médaille de bronze au Championnat du monde (amateurs).
La spécialité de poursuite individuelle étant largement pourvue en URSS (Ekimov, Umaras, Kasputis, Manakov...), il s'oriente vers une autre spécialité de la piste, la course aux points. Vainqueur de sa série au Championnat du monde 1986 à Colorado Springs, il ne se classe que 8e en finale, un de ses coéquipiers, Marat Satybaldeiev, se classant à la 4e place
En 1987, lors des Championnats du monde disputée à Vienne, il est sacré Champion du monde de la Course aux points. Lors des Jeux olympiques de Séoul, il "décroche" la médaille de bronze. Il passe professionnel peu après et commence une seconde carrière qu'il consacre aux courses de "Six-jours" formant plusieurs années durant équipe principalement avec un autre coureur issu de l'URSS, Konstantin Khrabvzov. C'est cette équipe qui remporte en 1991 les "Six jours de Moscou".

## Palmarès sur route
- 1983
  - Prologue du Tour Européen Lorraine-Alsace
- 1985
  - Tour du Maroc :
    - Classement général
    - 5 étapes[3].

  - 2e du Tour de Grèce
- 1986
  - 8e étape de l'Olympia's Tour
  - 3e du Tour d'Égypte
- 1989
  - 1re étape du Tour de Belgique amateurs
- 1995
  - 2e du Grand Prix Marcel Kint
  - 3e du Prix national de clôture

## Palmarès sur piste

### Palmarès année par année
- 1981
  -  Champion du monde juniors de poursuite individuelle (avec Martin Palis, Iuri Kasakov et Dainis Grantinch)
  -  2e du championnat du monde juniors de poursuite individuelle
- 1982
  -  2e du championnat du monde juniors de poursuite individuelle
- 1984
  - 2e de la poursuite par équipes de Jeux de l'amitié (avec Vassili Schpundov, Valeri Movchan, et Alexandre Krasnov)
- 1985
  -  3e du championnat du monde de poursuite par équipes amateurs (avec Viatcheslav Ekimov, Alexandre Krasnov et Vassili Schpundov)
- 1986
  - 8e du championnat du monde de course aux points amateurs
- 1987
  -  Champion du monde de Course aux points amateurs
  -  Champion d'URSS de course aux points
- 1988
  -  Champion d'URSS de course aux points
  -  3e de la course aux points aux Jeux olympiques de Séoul
- 1989
  - 3e du championnat d'URSS de poursuite par équipes (avec Sergeï Vodopianov, Sergeï Bagmat et Evgueni Anashkine)
- 1990
  - 2e des Six jours de Gand (avec Konstantin Khrabvzov)
  - 3e des Six jours de Dortmund (avec Konstantin Khrabvzov)
- 1991
  - Six Jours de Moscou (avec Konstantin Khrabvzov)
  - 3e des Six jours de Vienne (avec Konstantin Khrabvzov)

### Places d'honneur
- 1989 :
  - 6e des Six jours de Gand[4]
  - 7e des Six jours de Munich (avec Konstantin Khrabvzov)
  - 8e des Six Jours de Dortmund (avec Alexandre Krasnov)
- 1990 : 
  - 6e des Six jours de Grenoble (avec Konstantin Khrabvzov)
- 1991 :
  - 4e des Six Jours de Dortmund (avec Konstantin Khrabvzov)
  - 4e des Six jours de Grenoble (avec Konstantin Khrabvzov)
  - 5e des Six jours de Gand (avec Jens Veggerby)
  - 6e des Six jours de Cologne (avec Gabriel Curuchet)
  - 6e des Six jours de Stuttgart (avec Pieters)
  - 6e des Six jours d'Anvers (avec Rik Van Slycke)
  - 7e des Six jours de Brême (avec Rik Van Slycke)
  - 7e des Six jours de Munich (avec Konstantin Khrabvzov)
  - 7e des Six jours de Zurich (avec Rik Van Slycke)
  - 10e des Six jours de Copenhague (avec Rellermann)
- 1992
  - 5e des Six jours de Vienne (avec Konstantin Khrabvzov)
  - 6e des Six jours de Cologne (avec Konstantin Khrabvzov)
  - 7e des Six jours de Zurich (avec Anthony Doyle)
  - 9e des Six jours de Brême (avec Konstantin Khrabvzov)
  - 10e des Six jours de Grenoble (avec Serguei Tkatchenko)
- 1993
  - 6e des Six jours de Brême (avec Konstantin Khrabvzov)